# Thomas Agar-Robartes
Thomas Charles Reginald Agar-Robartes, dit Tommy Robartes, né le 22 mai 1880 et mort le 30 septembre 1915, est un homme politique britannique, tué au combat durant la Première Guerre mondiale.

## Biographie

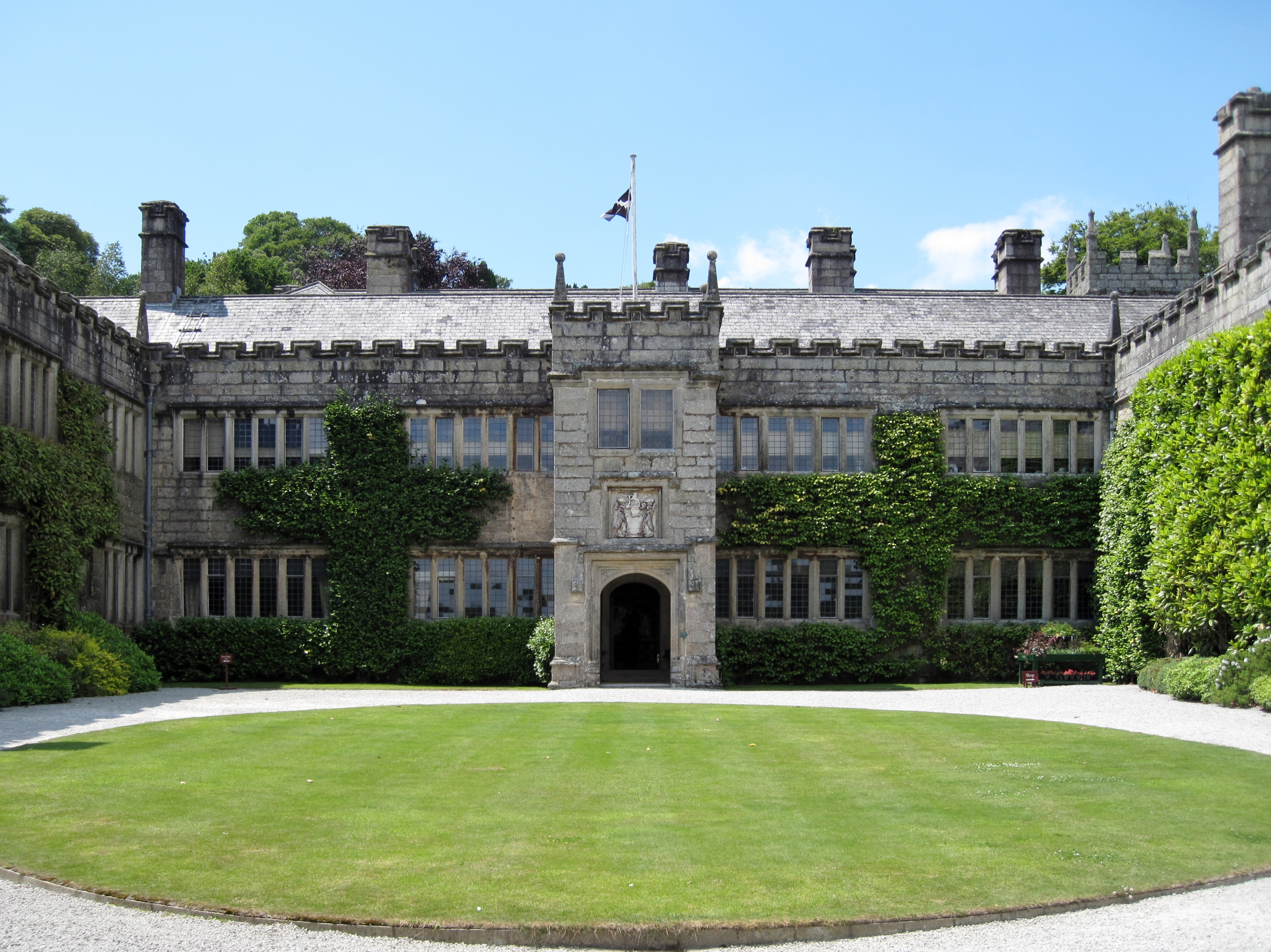
Le manoir de Lanhydrock.

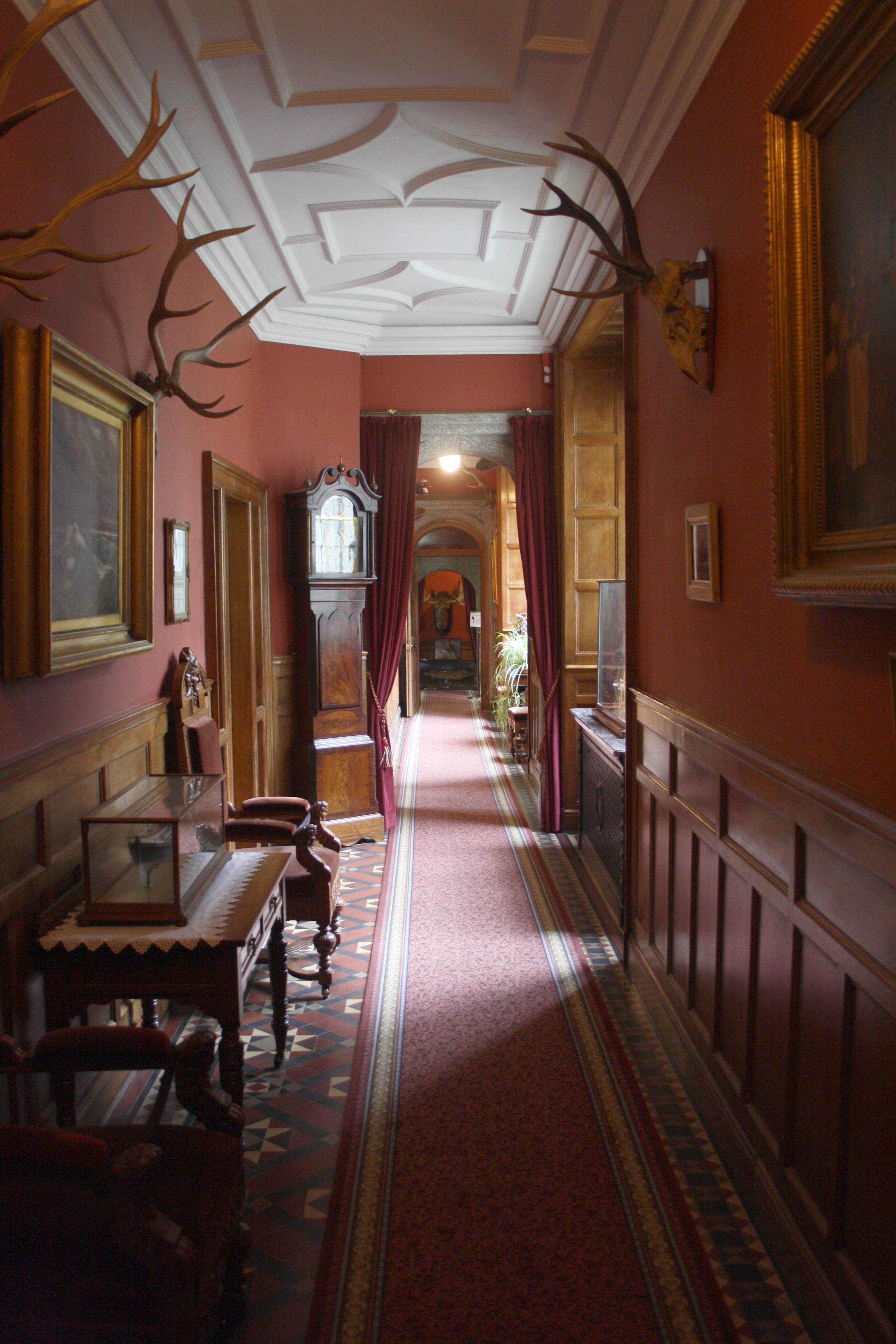
Intérieur du manoir.

L'aîné de dix enfants, et fils de Thomas Agar-Robartes (6e vicomte Clifden) et petit-fils de députés libéraux, il grandit dans une famille appartenant au mouvement Haute Église de l'Église d'Angleterre, et propriétaire depuis le XVIIe siècle du manoir de Lanhydrock, près de la ville de Bodmin en Cornouailles. Il est éduqué au collège d'Eton, puis au collège Christ Church de l'université d'Oxford. À l'université, il est membre du Bullingdon Club, association de riches étudiants au comportement flamboyant et provocateur. Il dépense de fortes sommes en alcools et tabac et, amateur de sports équestres, est connu pour son comportement « inconscient » à cheval. Ses études en pâtissent. Dans le même temps, de 1902 à 1911 il est membre de la Territorial Force, c'est-à-dire réserviste pour l'Armée de terre britannique,,.
Il entre au Parti libéral au début des années 1900, et exprime des positions favorables à l'Empire britannique et au libre-échange. Il bénéficie de l'appui de l'ancien Premier ministre Lord Rosebury, ami de la famille, et est choisi comme candidat libéral pour la circonscription de Bodmin pour les élections législatives de janvier 1906. S'exprimant au côté de ce dernier durant la campagne, il s'oppose à la promesse de Henry Campbell-Bannerman, pourtant le chef du parti, d'initier un processus de transition vers l'autonomie de l'Irlande. En ligne cette fois avec les positions du parti, il soutient la nationalisation des écoles, de meilleurs logements pour les travailleurs, et la protection des droits des syndicats. Il est élu, mais son élection est annulée en mai lorsqu'il est reconnu coupable de corruption électorale - par exemple, d'avoir organisé une garden-party pour les électeurs dans les jardins du manoir familial. En février 1908 toutefois, il est le seul candidat à une élection partielle dans la circonscription de St Austell (acquise aux libéraux), et est ainsi élu député.
Simple député de la majorité parlementaire libérale du Premier ministre Herbert Asquith, Tommy Robartes est un jeune parlementaire élégant et au verbe impétueux, critiqué dans les rangs de son propre parti lorsqu'il se précipite pour s'exprimer à la Chambre avec fougue et sans bien réfléchir à ce qu'il dit. John Redmond, le chef du Parti parlementaire irlandais, le qualifie de « figure incongrue [que] personne ne prend très au sérieux ». En 1909 il vote contre le « Budget du peuple », le budget introduit par le gouvernement Asquith et qui met en place de nouveaux prélèvements obligatoires visant les plus riches, afin de financer des réformes ambitieuses et progressistes en vue d'un début de système de sécurité sociale. Il explique qu'à ses yeux la volonté du gouvernement de taxer les propriétaires de terres agricoles non-exploitées affecterait trop lourdement les fermiers de Cornouailles. La Chambre des lords ayant mis son véto au budget approuvé par la Chambre des communes, les libéraux font campagne, en vue des élections de janvier 1910, pour une réforme qui instaurerait la suprématie de la Chambre des communes (élue) sur la Chambre des lords (composée de pairs héréditaires et de quelques membres du clergé). Tommy Robartes soutient cette mesure, au nom de la démocratie. Bien que son père soit membre de la Chambre des lords avec le titre de vicomte Clifden, titre et siège dont Tommy Robartes devrait un jour hériter, le jeune homme appelle à ce que la Chambre des lords soit remplacée par une chambre « constituée à l'avenir selon les critères du mérite et non par accident de naissance ». Il est réélu, puis réélu à nouveau aux élections anticipées en décembre de cette même année, et la loi Parliament Act de 1911 subordonne la Chambre des lords à la Chambre des communes, en retirant de fait à cette première son droit de véto,.
Demeurant opposé à l'autonomie de l'Irlande, Tommy Robertes, avec l'appui de son ami conservateur Jimmy de Rothschild, introduit en 1912 un amendement au projet de loi d'autonomie du gouvernement Asquith. Cet amendement vise à en exempter la majeure partie de l'Ulster, afin de préserver les intérêts de la majorité protestante et unioniste de cette province. Son amendement, précurseur de la partition de l'Irlande huit ans plus tard, est rejeté à la Chambre des communes par 320 voix contre 251,.

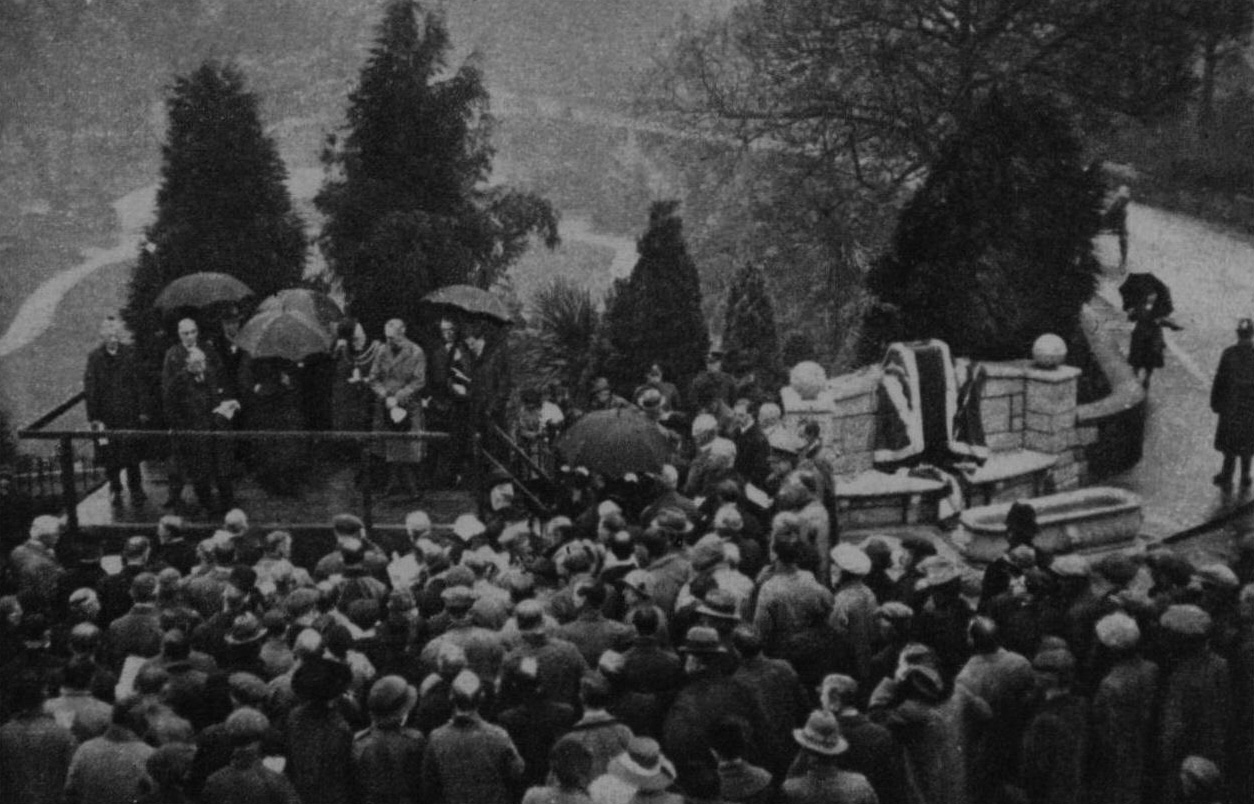
Dévoilement d'un mémorial (banc public) à Tommy Robartes à St Austell en 1922.

Lorsque débute la Première Guerre mondiale, il intègre volontairement l'Armée de terre dès août 1914. Initialement 2d lieutenant dans les Royal Bucks Hussars, il demande et obtient en janvier 1915 un transfert comme lieutenant au 1er bataillon des Coldstream Guards afin d'être envoyé au combat en France. Déployé sur le continent en février, il est promu au grade de capitaine, et forme son propre groupe de musique d'une dizaine de membres à l'intérieur du bataillon. Convaincu par la propagande, il perçoit le conflit comme une lutte pour la civilisation contre la barbarie, et exprime la nécessité d'une victoire écrasante contre l'Allemagne. Tôt le matin du 26 septembre, durant la bataille de Loos et sous le feu ennemi, il aide un camarade, le sergeant Printer, à ramener à couvert un soldat grièvement blessé, le sergeant Hopkins. Tommy Robartes est lui-même blessé grièvement durant cette action, et meurt de ses blessures quatre jours plus tard. Il est inhumé au cimetière militaire de Lapugnoy, près de Béthune. À la mort de leur père en 1930, c'est son frère Gerald qui hérite du titre de vicomte Clifden qui lui était destiné,,. Tommy Robartes est l'un des quarante-trois parlementaires britanniques morts durant la Guerre et commémorés par un mémorial à Westminster Hall, dans l'enceinte du palais de Westminster où siège le Parlement.